# Thoát Giải
Thoát Giải (?-80, trị vì 57-80) là quốc vương thứ tư của Tân La, một trong Tam Quốc Triều Tiên. Ông thường được gọi là Thoát Giải ni sư kim hay Thạch Thoát Giải, ni sư kim (isageum) là một tước hiệu trong thời kỳ đầu dựng nước của Tân La.

## Bối cảnh
Ông là một thành viên của gia tộc Tích (Seok) Gyeongju, một trong các gia tộc quý tộc đã đóng góp cho vương quyền Tân La vào thời kỳ đầu Công nguyên.
Ông được thuật lại là được sinh ra ở một vương quốc nhỏ nằm cách 1000 lý về phía đông bắc của Nụy Quốc Nhật Bản. (tên của vương quốc này là Đa Bà Na Quốc (Dapana-guk 다파나국 多婆那國) theo Tam quốc sử ký (Samguk Sagi), hay Long Thành Quốc (Yongseong-guk, 용성국, 龍城國) Theo Tam quốc di sự (Samguk Yusa).) Phụ thân của ông là vua của vương quốc; mẫu thân của ông là nữ vương hay công chúa của một tiểu quốc nhỏ khác.
Theo Tam quốc sử ký, khi ông sinh ra từ một quả trứng, cha của ông coi đó là một điềm xấu và đã cho ông vào hộp rồi cho lên bè đẩy ra biển. Quả trứng trôi lềnh bềnh đến Kim Quan Già Da (Geumgwan Gaya) và dạt vào bờ biển phía đông Gyerim (Kê Lâm, gần Gyeongju ngày nay), nơi ông được một ngư dân già nuôi dưỡng. Gia đình ông được cho là đã được đưa về nhà một quan cấp cao bằng cách tuyên bố là thợ rèn.
Năm sinh của ông không rõ, song ông chắc chắn là một người lớn tuổi khi lên kế vị ngai vàng, và đã kết hôn với con gái (hay em gái) của vua Nam Giải vào năm 8. Ông được Nam Giải chọn làm người kế vị mình, song Nho Lễ đã lên ngôi trước. Nho Lễ sau đó đã phong cho Thoát Giải là người kế vị mình.

## Trị vì
Năm 64, vương quốc kình địch là Bách Tế nhiều lần tấn công Tân La. Tân La đã chiến đấu với liên minh Già Da (Gaya) vào năm 77. Theo truyền thuyết, năm 65 đứa trẻ Kim Yên Trí (Kim Alji), tổ tiên của dòng họ Kim Gyeongju, đã được Hồ Công (Hogong) tìm thấy ở khu rừng vương thất Gyerim (Kê Lâm). Thoát Giải đặt tên cho vương quốc là Kê Lâm (tên gọi Tân La chính thức được đổi sau này).
Một lăng mộ được cho là của Thoát Giải nằm ở phía bắc thành phố Gyeongju ngày nay. Bảo tàng Quốc gia Gyeongju được xây dựng tại nơi Thoát Giải từng cho xây dựng một cung điện.